# Desambiguação

Esquema de desambiguação. Ao se explicar o sentido do termo ou da frase utilizada (o círculo mais acima), pode-se definir melhor a mensagem que se quer divulgar (círculo mais abaixo)

Na linguística, desambiguação se refere ao processo de explicação à mensagem que possui mais de um sentido. Um termo ambíguo é, então, aquele que traz uma mensagem ou instrução confusa e que pode ser interpretado de mais de uma maneira.
A desambiguação é utilizada tanto na escrita quanto na fala, na língua de sinais, e até em sistemas informatizados — quando dois objetos (ou ações, ou adjetivos, incluindo termos concretos e abstratos) possuem o mesmo nome.
Na Wikipédia, as páginas de desambiguação referem-se a um mesmo termo que pode gerar mais que uma interpretação possível (conceitos distintos) a depender dos contextos.